# Ecopetrol
A  Ecopetrol  (Empresa Colombiana de Petróleos S.A.) é a maior empresa petrolífera da Colômbia, foi fundada em 1921 como Tropical Oil Company e em 25 de Agosto de 1951 teve seu nome mudado para Ecopetrol, 80 % da empresa pertence ao Governo Colombiano.
A partir de 2021, passou a controlar a ISA, empresa transmissora de energia pertencente ao governo colombiano. No Brasil, o grupo ISA é controlador da ISA CTEEP.